# Двойная игра (фильм, 2014)
«Двойная игра» (англ. Gutshot Straight) — американский боевик режиссёра Джастина Стила. Премьера состоялась 11 октября 2014 года. Фильм вышел сразу на DVD.

## Сюжет
Джек — профессиональный игрок в карты. После принятия ставки в покер на кону оказываются жизни его самого и его семьи. Теперь он должен искать помощи у влиятельного мафиози Поли Транкса, чтобы спасти себя и своих родных.

## В ролях
| Актёр             | Роль        |
| ----------------- | ----------- |
| Стивен Сигал      | Поли Транкс |
| Джордж Идс        | Джек        |
| Анна-Линн Маккорд | Мэй         |
| Винни Джонс       | Карл        |
| Стивен Лэнг       | Даффи       |
| Тиа Каррере       | Лиэнн       |
| Тед Левин         | Льюис       |
| Фиона Дуриф       | Джина       |
| Элси Фишер        | Стефани     |
| Джон Льюис        | Нико        |